# JASON
JASON — незалежна дослідницька група американських вчених, які консультують уряд США з питань науки і техніки, в основному конфіденційного характеру. Група була створена в 1960 році і отримала популярність під час В'єтнамської війни при створенні Лінії Макнамари. Велика частина дослідних робіт групи присвячена оборонним питанням, а несекретні доповіді присвячені проблемам охорони здоров'я, кібербезпеки і відновлюваної енергетики.
Історія виникнення і діяльності цієї спільноти вперше розкрита в книзі «Ясони: Секретна історія повоєнної наукової еліти».

## Очільники
Із 2019 року групу очолює Еллен Вільямс.